# Religionen in Kirgisistan
Die Kirgisische Republik ist seit ihrer Unabhängigkeit 1991 ein säkularer Staat, wobei der Islam jedoch eine wesentliche Rolle spielt.

## Islam
Das Land ist seit der Islamisierung im 10. bis 12. Jahrhundert vorwiegend muslimisch geprägt. 75 % der Einwohner sind heute sunnitische Muslime der hanafitischen Rechtsschule. Die neue Religion wurde mit alten traditionellen Bräuchen vermischt. Der russische Forscher Valihanov schrieb, dass der Islam „nur eine Umhüllung, die über alte schamanistische Glaubensinhalte gelegt wurde“, sei.
In den 1920er Jahren sprach die Kommunistische Partei von Gemeinsamkeiten des Sozialismus und des Islam. Dennoch organisierte sich eine Sufi-Bruderschaft gegen die neuen Machthaber. Sie gründeten die Rebellengruppe der Basmatschen. Der Bewegung schlossen sich auch viele Bauern an, die die Verstaatlichung ihrer Felder verhindern wollten. Bald wurde die Bewegung jedoch zerschlagen und der staatlich verordnete Atheismus wurde eingeführt. Moscheen und Koranschulen wurden geschlossen. Die alten Traditionen konnten aber überleben.
Nach der Unabhängigkeit wurde im Zuge des marktwirtschaftlichen und politischen Umbaus auch der staatliche Einfluss auf Religion gelockert. Daraus folgte die Etablierung eins „moderaten“ Islam, bestehend aus traditionellen Werten und nomadischen Elementen: an vielen Orten wird Schweinefleisch offen verkauft, und Alkohol ist sehr populär. Nur selten tragen Frauen Kopftücher. Dieser volkstümliche Charakter des Glaubens wurde vor allem unter Ex-Präsident Askar Akajew wiederbelebt und spielte im Prozess der nationalen Integration eine wichtige Rolle. Inzwischen werden aber auch Stimmen laut, die sich für eine wortgetreuere, internationalere Auslegung des Islams einsetzen.

## Christentum
Das Christentum ist heute die zweitstärkste Religionsgruppe. Erste Christen gab es schon im 7. Jahrhundert. Diese gehörten der Assyrischen Kirche des Ostens an (Nestorianische Kirche, siehe Nestorianismus), die heute nur noch im Irak, Iran und in Syrien besteht. In Ak-Beschim und in Navekat grub man zwei Gotteshäuser aus.

### Russische Orthodoxie
Die Russisch-Orthodoxe Kirche gibt es in Kirgisistan seit dem 19. Jahrhundert. Unter dem Gouverneur Kaufmann ließen sich seit 1868 viele russische und ukrainische Kolonisten nieder. Diese bauten russische Kirchen.
Einige der alten Gebäude werden heute wieder zum Gottesdienst genutzt. Etwa 20 Prozent der Bevölkerung sind russisch-orthodox.

### Evangelische Christen
Das evangelische Christentum gelangte durch deutsche Siedler (Kirgisistandeutsche) bzw. durch die Zwangsumsiedlung Russlanddeutscher in den 1940er Jahren nach Kirgisistan. 
- Die Mennoniten (Altevangelische) gründeten zwischen 1882 und 1901 mehrere Dörfer in Kirgisistan. Von denen ist heute nur noch Rot-Front mehrheitlich von Mennoniten bewohnt.
- In den 1940er Jahren kamen auch Lutheraner, von Stalin dorthin verbannt, nach Kirgisistan; sie gehören der ELKRAS an. Seit dem Zusammenbruch der Sowjetunion sind viele der deutschstämmigen Lutheraner nach Deutschland ausgewandert. Aufgrund aktiver Missionstätigkeit gibt es in Kirgisistan heute aber wieder 17 Gemeinden. Heute sind noch 30 % der Mitglieder deutschstämmig.
- Seit der Wende sind vermehrt auch Freikirchen, hauptsächlich Baptisten und Siebenten-Tags-Adventisten, in Kirgisistan tätig. Auch der Adventismus gelangte durch die Russlanddeutschen dorthin. Heute sind jedoch fast alle Gläubigen Einheimische.

### Katholische Christen
Die römisch-katholische Kirche zählt in Kirgisistan rund 1.000 Gläubige (Stand 2014). Die Verbreitung des Katholizismus im Land erfolgt hauptsächlich durch jesuitische Missionare. Während des Pontifikats von Papst Benedikt XVI. wurde 2006 aus der seit 1997 bestehenden Mission sui juris die Apostolische Administratur Kirgisistan gegründet. Im Jahr 2016 verfügte das Land über drei katholische Pfarreien in den Städten Bischkek, Talas und Dschalalabat.

## Schamanismus
Auch heute gibt es unter den Kirgisen noch viele alte schamanistische Bräuche. 
Die Vermischung dieser heidnischen Riten mit dem Islam bezeichnet man als Volksislam.

## Buddhismus
Der Buddhismus kam im 1. Jahrhundert aus dem heutigen Pakistan nach Zentralasien. Vor der Islamisierung im 8. Jahrhundert war der Buddhismus im Tschüi- und Talastal verbreitet. Zeugnisse davon befinden sich zum Beispiel in der Nähe von Ak-Beschim oder auf den Zeichensteinen von Tamga Tasch.

## Judentum
Die jüdische Gemeinde Kirgisistans formierte sich Ende des 19. Jahrhunderts mit der Eingliederung des Landes in das Russische Zarenreich. In Zeiten des Großen Terrors und während des Zweiten Weltkrieges ließen sich immer mehr Juden in Kirgisistan nieder. Der Volkszählung von 1959 zufolge lebten im Land noch 26.000 Juden. Doch mit dem Zusammenbruch der Sowjetunion wanderten die meisten ab. 1989 waren es noch 7200 Juden, Tendenz weiter abnehmend. Sie sind hauptsächlich bucharische Juden, ihre Vorfahren kamen aus dem Emirat Buchara. Eine kleine Minderheit sind aschkenasische Juden, die in der Zeit der Zugehörigkeit zu Russland und der Sowjetunion einwanderten.
Die meisten Juden Kirgisistans sind nach Ende der sowjetischen Ära nach Israel, Deutschland oder in die USA ausgewandert.

## Alte Religionen
In Kirgisistan traten im Laufe der Geschichte mehrere verschiedene Religionen auf, die heute dort oder generell nicht mehr existieren. 
Dazu sind zu zählen:
- der Zoroastrismus
- der Manichäismus
- das nestorianische Christentum